# 在海边
《在海边》（英語：At the Sea）是一部即将上映的美国劇情片，由蒙德鲁措·科尔内利执导，蒙德鲁措与卡塔·韦贝尔共同编剧。影片主演包括艾美·亞當斯, 穆雷·巴特利特、布雷特·戈德斯坦、克洛伊·伊斯特、丹·列維、珍妮·斯蕾特以及雷恩·威爾森。